# 阿努爾夫王子 (巴伐利亞)
巴伐利亞的阿努爾夫（德語：Arnulf von Bayern，1852年7月6日—1907年11月12日），巴伐利亞攝政王柳特波德王子的幼子。

## 家庭
1882年，阿努爾夫與列支敦斯登親王約翰二世的妹妹特蕾莎結婚，兩人的獨子海因里希於1884年出生。